# 말하지 말까
《말하지 말까》는 매주 수요일 마루가 다음 웹툰에서 연재하는 웹툰이다.